# Sant Cugat del Vallès
Sant Cugat del Vallès és un municipi de Catalunya situat a la comarca del Vallès Occidental, estès als vessants nord-occidentals de la serra de Collserola, fins a l'inici de la depressió Prelitoral. Inclou l'entitat municipal descentralitzada de Valldoreix i els districtes de Mira-sol, la Floresta, Volpelleres i les Planes.
Ha crescut molt en els últims anys a causa de la seva alta taxa de natalitat —la més alta d'Espanya l'any 2004— i de l'arribada de persones nouvingudes.
El seu monument més important i conegut és el monestir de Sant Cugat, una antiga abadia benedictina construïda entre els segles IX i XIV, la qual destaca pel seu impressionant claustre i per la seva rosassa. Va ser el monestir de més importància de tot el comtat de Barcelona. L'edifici va ser declarat Bé cultural d'interès nacional l'any 1931.
El patró de Sant Cugat és Sant Medir i se celebra el 3 de març, festa local del municipi. El 29 de juny, Sant Pere, també és un festiu del municipi.

## Geografia
- Llista de topònims de Sant Cugat del Vallès (Orografia: muntanyes, serres, collades, indrets..; hidrografia: rius, fonts...; edificis: cases, masies, esglésies, etc).

## Història

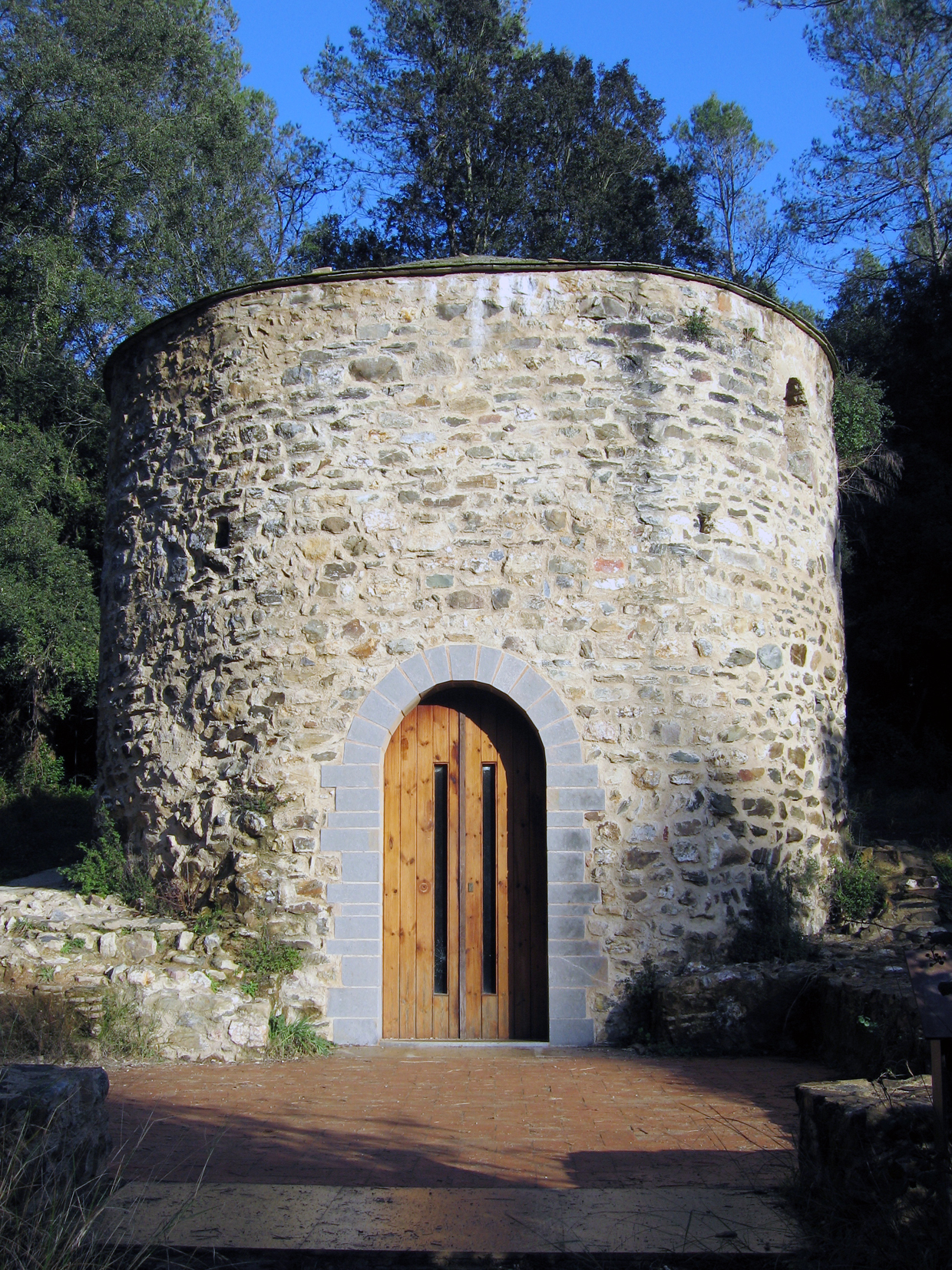
Ermita de Sant Adjutori

### Els primers pobladors
Al jaciment de la Cova de la Torre Negra, situada a Collserola, s'ha trobat un recinte funerari o sepulcral que va pertànyer a aquest període. La presència de vasos campaniformes amb enterraments individuals i ossos col·lectives així ho corrobora. El jaciment de Can Fatjó dels Aurons, situat al límit del terme municipal de Sant Cugat amb Cerdanyola, ens situa a l'edat de bronze, amb restes segurament relacionades amb la presència d'un poblat a l'aire lliure, que data amb posterioritat a l'any 1100 aC. Les restes de construccions de sitges al carrer Elisenda, les restes de ceràmica trobades a prop de l'anomenat "Forn ibèric", al costat de l'ermita de Sant Adjutori, més amunt de la Torre Negra i les de Santa Maria de Campanyà, ens parlen de la presència de la cultura ibèrica al terme municipal. Aquesta cal datar-la entre el segle vi i l'arribada dels romans a la Península Ibèrica any 218 aC. Pertanyien demogràficament al grup íber dels laietans. Respecte al "Forn ibèric", tot i la seva denominació popular, no hi ha certesa absoluta sobre la seva datació.
Als voltants del segle iv, al lloc on avui es troba el monestir de Sant Cugat, ja hi havia una fortalesa romana –més tard coneguda com a Castrum Octavianum– per protegir la cruïlla propera de la Via Augusta amb la via d'Egara (Terrassa) a Barcino (Barcelona). Amb la intenció de constituir un punt estratègic de control de pas, aquesta fortalesa podia haver estat un centre de protecció militar de les vil·les o colònies agrícoles que es trobaven en el terme de Sant Cugat. Algunes de les antigues masies del municipi es podien haver construït sobre aquestes vil·les que es dedicaven al cultiu de l'oli, els cereals i el vi i a la criança de bestiar. En aquest sentit, s'han trobat restes d'una vil·la romana important al costat de Can Cabassa.

### Romans, visigots i musulmans

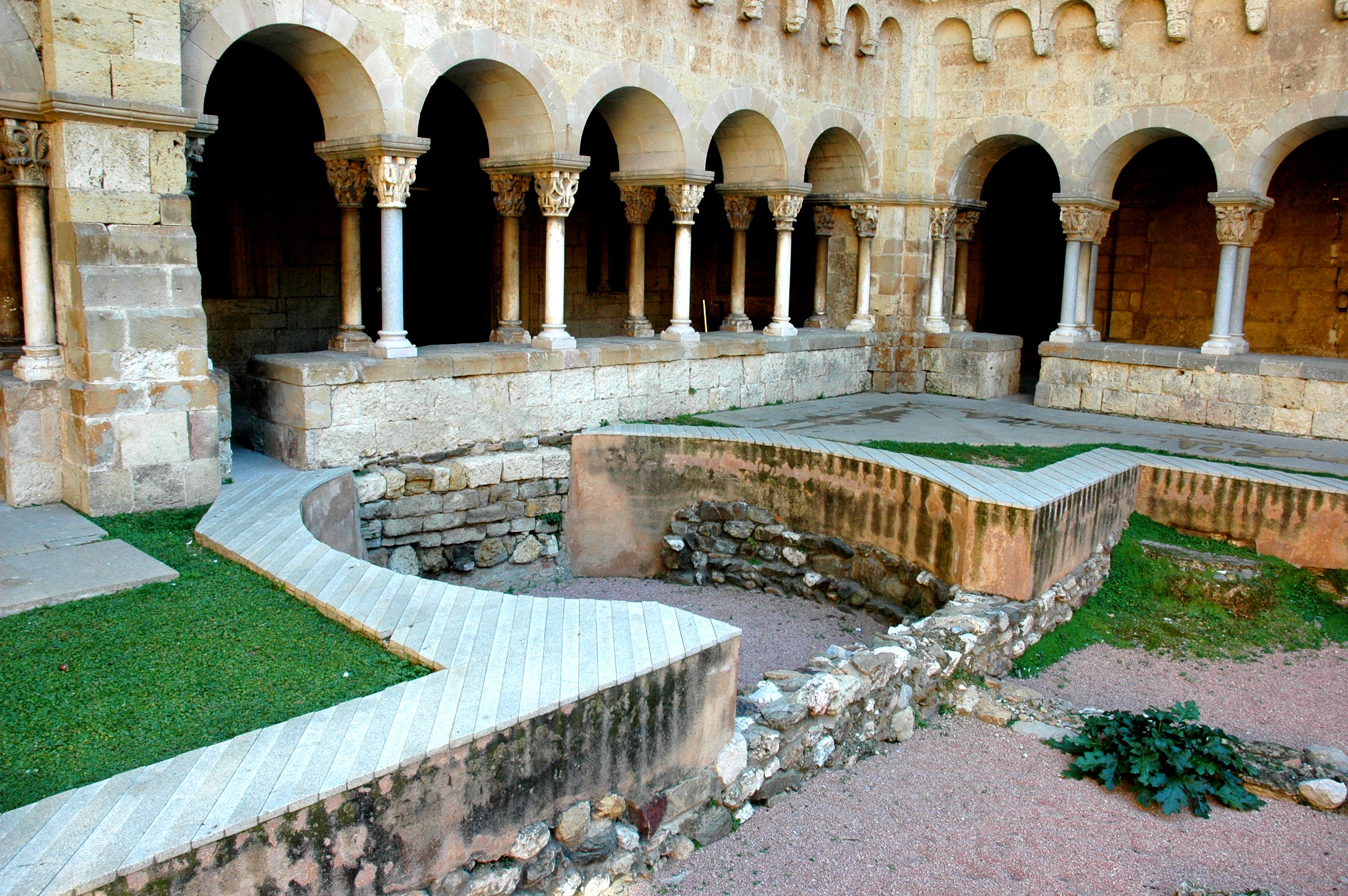
Restes de l'església visigòtica

L'origen del municipi el trobem en el lloc d'Octavià, petita vila que va néixer a redós del monestir i al voltant de la parròquia anomenada de Sant Pere (situada on actualment hi ha el mercat municipal de Sant Pere). El monestir de Sant Cugat, abadia benedictina de la qual consta l'existència des del segle ix, va ser un dels més importants i influents del comtat de Barcelona al llarg de l'edat mitjana i va tenir un paper decisiu en el procés de repoblació de la Catalunya Nova, on tingué moltes possessions. La llegenda explica que la construcció del monestir es va fer en el mateix lloc on va ser martiritzat l'any 313 Cucuphas o Cucufate (Cugat), vingut del nord d'Àfrica per predicar la fe cristiana a terres de l'Imperi Romà. Aquesta circumstància va fer que, amb el pas del temps, aquest indret esdevingués un lloc de culte i veneració cristiana. Al segle v ja existia una petita església per retre culte a les relíquies del sant, les restes de les quals es poden observar al claustre del monestir.
La conquesta musulmana no va implicar massa canvis a la població, però l'església visigòtica de Sant Cugat sembla que va ser destruïda pels musulmans l'any 717. La població vallesana, malgrat les ràtzies moresques del segle ix, no abandonà del tot la comarca, ja que sols afectaren les classes més representatives. La majoria dels cultivadors es refugiaren a les muntanyes més properes de Sant Llorenç del Munt, al Montseny i a la vall de l'Alt Tordera, ja que aquestes ràtzies tenien poca durada en la seva permanència. Quant a la repoblació, reberen gent de les comarques del nord i de les valls pirinenques; una de les més abundants fou la de la vall de Sant Joan de les Abadesses.

### El monestir, centre de poder i cultura
Els primers anys del segle ix, ja havent-se'n anat els àrabs, es va reconstruir l'antic cenobi de Sant Cugat al mateix lloc que l'anterior. Inicialment, l'abadia va estar sota el domini del bisbe de Barcelona. Els monestirs van tenir un important paper en la colonització del país. Van rebre terres dels comtes i centenars de donacions per tal d'establir famílies en les noves terres. El monestir de Sant Cugat va estendre els seus dominis al segle X per les terres del Penedès i el Vallès.

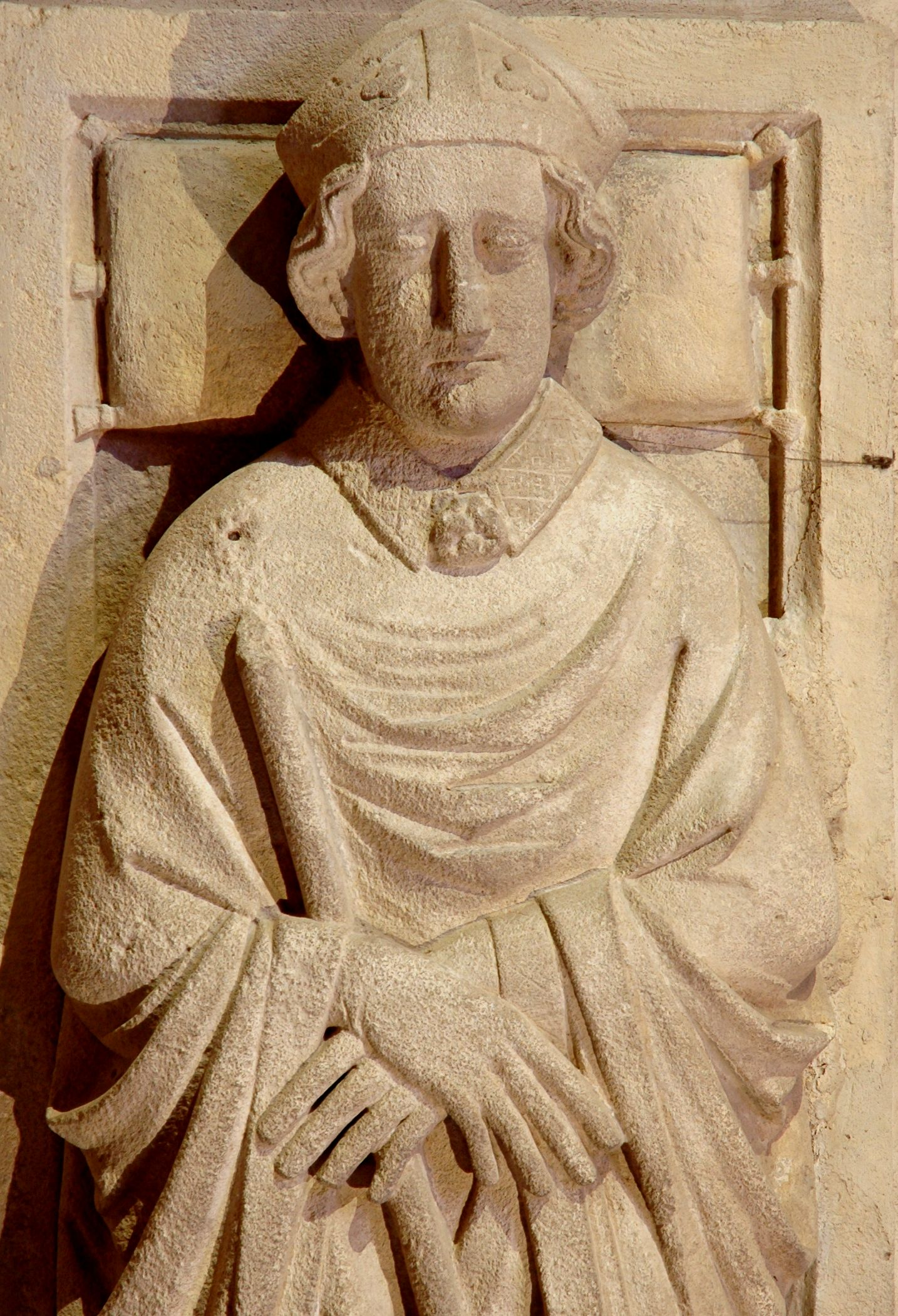
Sepultura de l'abat Odó al monestir de Sant Cugat

En un dels saquejos d'Almansor, l'abadia de Sant Cugat fou destruïda l'any 985. L'abat Odó el reconstrueix amb unes noves dimensions. Va aconseguir una butlla papal que els feia independents del bisbe de Barcelona; va obtenir la confirmació de tots els béns monacals per part dels reis francs i va incrementar els dominis i la riquesa del monestir, que va passar de 10 a 36 monjos. Una de les accions que es pot atribuir a l'acció restauradora de l'abat Odó, fou la construcció de la primitiva església Sant Pere d'Octavià, que deuria ser una reduïda construcció preromànica, de tres absis, amb altars dedicats a Sant Pere, Sant Pau i Sant Joan. La fundació pels monjos santcugatencs fou per atendre el servei religiós de la població rural, principalment, en aquell temps, masies. S'estava gestant en el pujol immediat al monestir, al llarg de l'antic camí que, cap a ponent, es dirigia al Llobregat i al Penedès.
En el segle xi, ja era un dels més importants en la colonització de les terres i un dels que millor rendiment obtenia. Era un centre molt important de poder i cultura sota les regles benedictines. La biblioteca del monestir va reunir un fons important de manuscrits jurídics que formen el famós Cartulari de Sant Cugat.

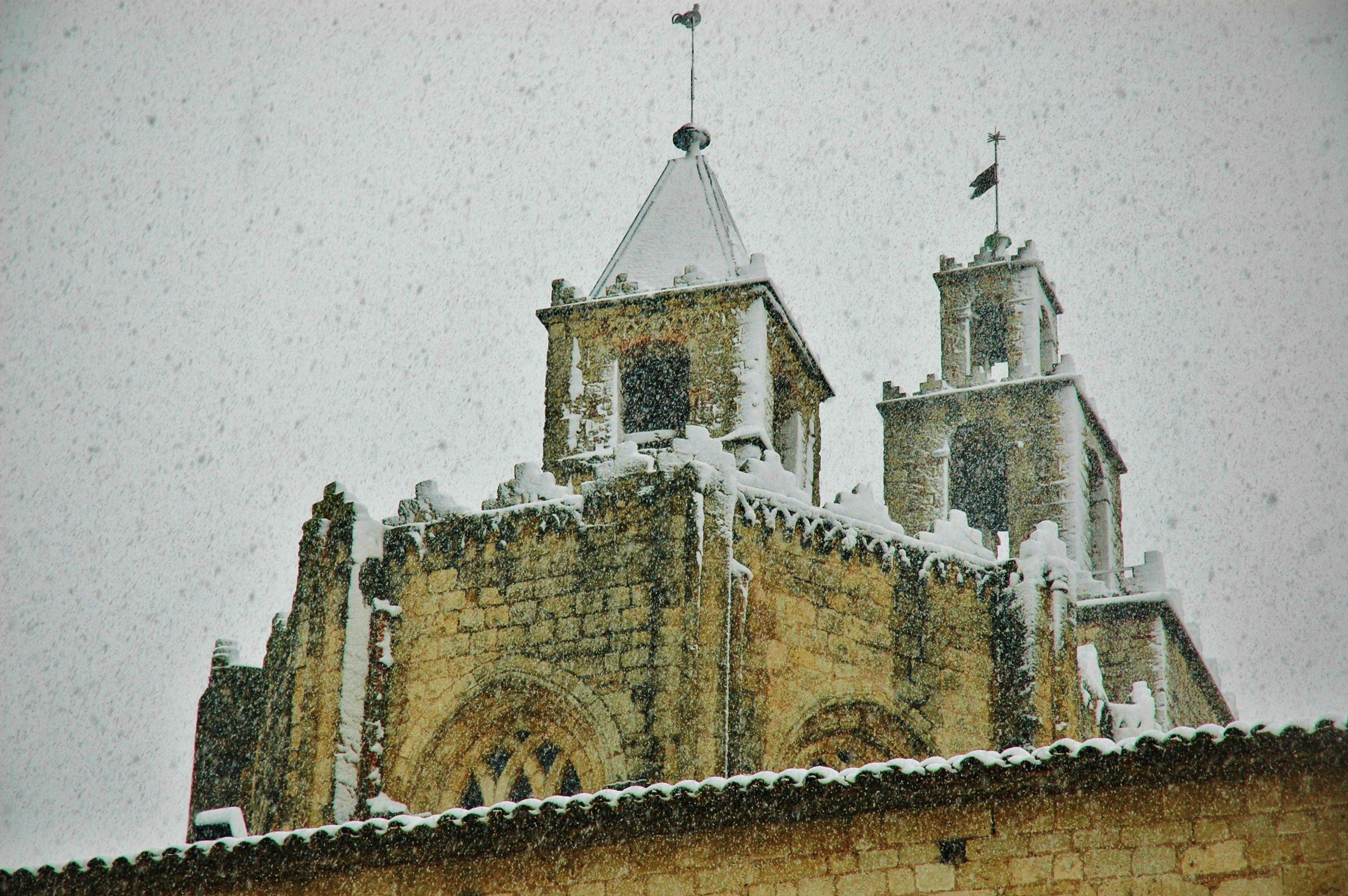
Els campanars del monestir durant la nevada del 2010

Al final del segle xii, els dominis del monestir s'havien estès tant que fou necessària una reforma important de l'administració interna. Es crearen quatre divisions -Vallès, Llobregat, Penedès i Palau- per tal de racionalitzar l'administració dels dominis monacals. Els abats provenien de la noblesa, i el món polític i eclesiàstic hi mantenia una estreta vinculació. Arran del procés de feudalització, els abats de Sant Cugat es converteixen en senyors feudals. El segle xiii va marcar el punt culminant de l'expansió del monestir. Durant aquesta època es va construir el claustre inferior i la part romànica de l'església. La resta del temple es va aixecar al llarg dels segles xiii i xiv, adoptant-se el nou estil de l'època: el gòtic. També al final del segle xiv es va emmurallar el recinte monàstic, es va procedir a edificar el palau abacial i fer el retaule de Tots Sants.

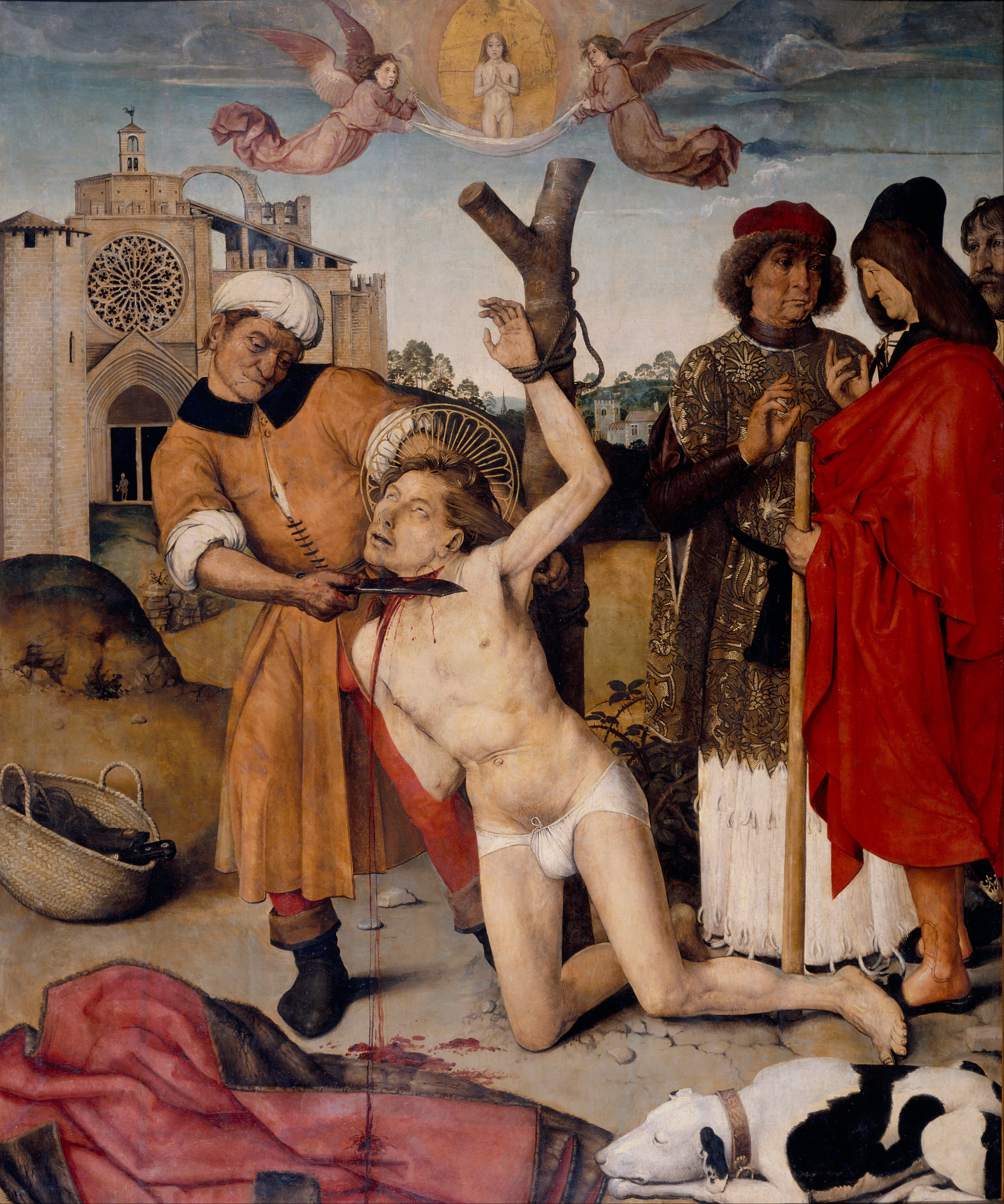
Degollació de Sant Cugat (1504-1507) d'Aine Bru. Tremp i oli sobre taula, 164,5 x 135,5 cm. Procedent de l'antic retaule major del monestir de Sant Cugat. Es troba al Museu Nacional d'Art de Catalunya, Barcelona. Aquest quadre és molt rellevant per veure l'estat del monestir a principis del

Al final del segle xii ja podem parlar d'un nucli permanent de població a Sant Cugat. És en aquest moment que, al voltant de la parròquia de Sant Pere -l'actual plaça del Mercat Vell-, es disposen un conjunt de cases que seguien el camí que es dirigia al monestir, actual carrer Major. El poble es trobava, per tant, separat del recinte monacal. És en aquest segle que la vila va obtenir la concessió real per poder celebrar una fira i un mercat setmanal.
Durant la Guerra Civil catalana, el monestir es posiciona al bàndol contrari al rei. Quan l'any 1471 les forces reials s'apoderen de Sant Cugat, el rei Joan el Gran es va allotjar en el monestir. L'abadia va perdre la seva autonomia i a partir de llavors els abats seran socis i, sovint, no viuran ni a l'abadia.
L'estabilitat del segle xvi permetrà un cert dinamisme dels gremis i el comerç a Sant Cugat. S'inicia el desenvolupament del nucli urbà i apareixen nous ravals seguint el camins de Sabadell i Terrassa. Són d'aquesta època algunes cases que encara perduren a Sant Domènec (Can Matas). El monestir també s'amplia: es fan les galeries superiors del claustre, es finalitza el campanar i es pinta el retaule d'Aine Bru. L'any 1585, el rei Felip II de Castella va visitar el monestir.
Després de la caiguda de Barcelona l'11 de setembre de 1714, el Decret de Nova Planta abolia la Generalitat, la institució que durant segles havia regit el país. L'abat de Sant Cugat, partidari de Felip V, es va retirar a Castella. Llavors l'abadia va allotjar les tropes espanyoles: les de cavalleria al claustre inferior, les d'infanteria, al superior, i els generals al palau abacial. El monestir va resultar força afectat per aquesta estada.
Malgrat tot, el segle xviii aporta una certa prosperitat. Sant Cugat inicia el segle amb 400 habitants i l'acaba amb 1.000. L'abat Gaiolà va fer canalitzar l'aigua de la font del monestir fins a l'actual plaça d'Octavià per tal de proveir d'aigua el poble i va implantar una manufactura tèxtil. Al Monestir es van fer les últimes obres importants com ara la construcció d'un nou palau abacial.
Durant la Guerra del Francès, els francesos, igual que havien fet durant la revolució, van decretar la supressió de tots els convents. El monestir, i el mateix poble de Sant Cugat, va ser saquejat per les tropes napoleòniques. L'octubre de 1808 va tenir lloc una batalla al voltant de l'ermita de Sant Domènec, on es van reunir 3.000 homes amb cavalls i peces d'artilleria que van derrotar a 4.000 francesos. El monestir va ajudar econòmicament a finançar la guerra contra els francesos i la seva situació va esdevenir molt precària.

### Fi del monestir i crisi de l'agricultura

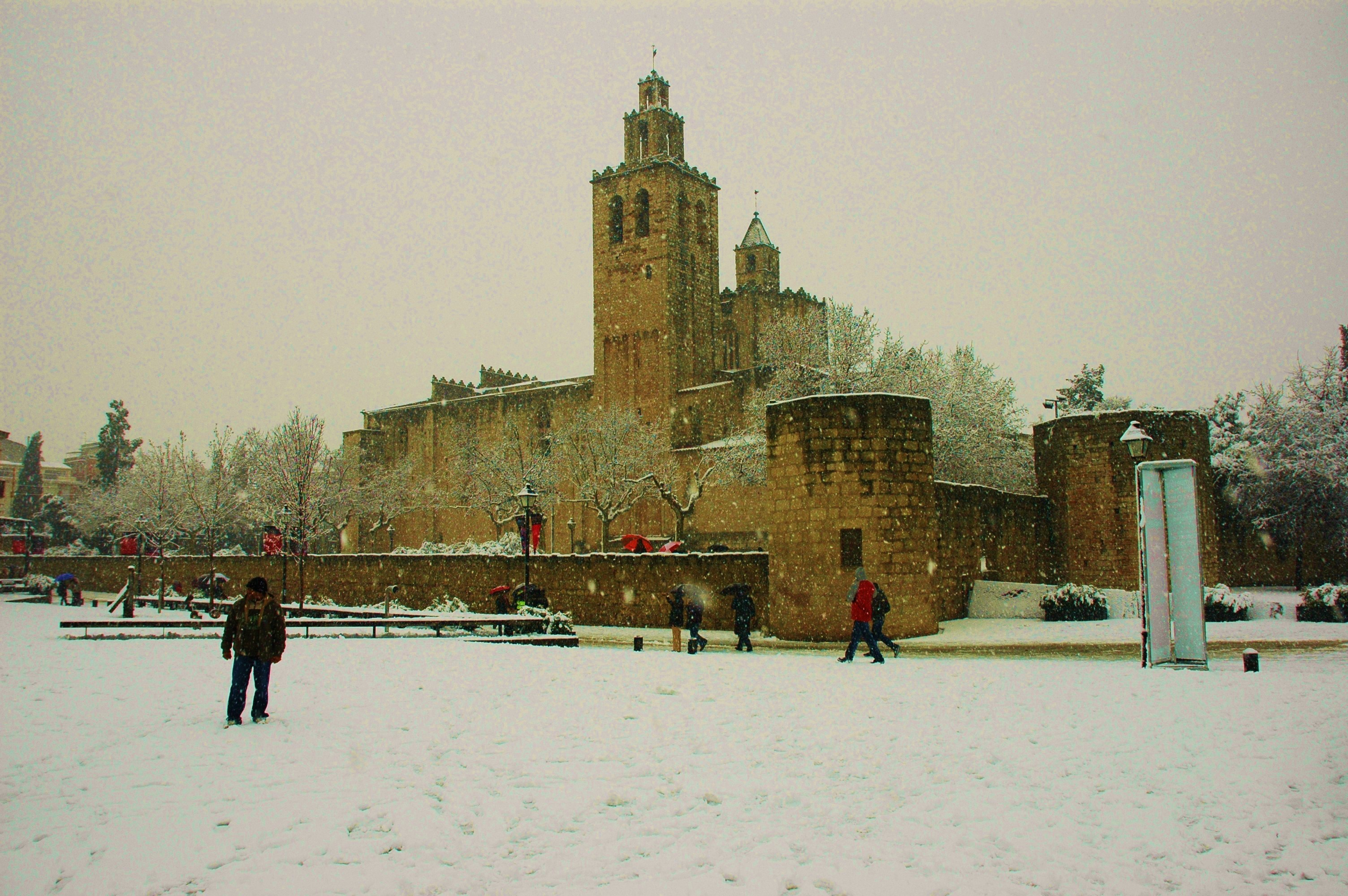
El monestir durant la nevada del 2010

El 26 de juliol de 1835, després que arribessin notícies de la crema de convents a Barcelona, el monestir de Sant Cugat va ser assaltat i saquejat. Es varen cremar molts documents per tal de fer desaparèixer els contractes o censos que lligaven els pagesos a l'abadia. Amb l'espoliació, algunes dependències, com les cases dels monjos, van desaparèixer per sempre més. Els objectes de culte que no havien estat robats o destruïts van ser recuperats pel bisbat de Barcelona. Poc temps després, amb la llei de desamortització, es liquidaven els béns del monestir. A partir de llavors, l'edifici el recinte monacal es va destinar a usos civils municipals i el temple va passar a ser l'església parroquial del poble. La majoria de les terres del municipi, pertanyents a l'abadia, van passar a mans dels pagesos que les treballaven. A partir de l'abandó del monestir, les dependències monacals passen a ser de propietat episcopal i municipal, situació que es manté avui dia.
Al llarg del segle xix Sant Cugat es va transformant. El cultiu de la vinya va substituir progressivament el de cereals, es va abandonar l'estepa i es va incrementar la superfície conreada plantant-se vinya fins i tot a l'interior del bosc de Collserola. L'especialització en el conreu de la vinya va comportar la diversificació de les activitats artesanals i de comerç. Tot plegat va representar un increment de la població. L'any 1820 Sant Cugat tenia 800 habitants, el 1877 en tenia 2.550. Aquesta prosperitat fa que a la fi del segle es construeixin carreteres, s'incrementi la construcció, es posin fonts als carrers i que arribi l'enllumenat públic. En 1855 la delimitació entre els municipis de Rubí i Sant Cugat fou modificada, engrandint el territori de Rubí amb una zona d'horts entre la plana de can Bertran i el torrent dels Alous.
Però si de la vinya va venir una abundància relativa, també en va venir la desgràcia. El 1887 arriba a Sant Cugat, com a la resta de Catalunya, la plaga de la fil·loxera que va significar la ruïna per a molts pagesos del terme i una forta crisi econòmica pel municipi en general. Després de la plaga, es van replantar les vinyes amb noves soques americanes i posteriorment es va produir una crisi de sobreproducció al mercat vinícola que va comportar una forta baixada dels preus i l'abandonament dels cultius menys rendibles. La indústria al municipi no va ser gaire rellevant durant el segle xix. Mentre a la resta de Catalunya, les noves fàbriques aprofitaven el corrent dels rius, Sant Cugat estava aïllat dels cabals d'aigua darrere la serra de Collserola.
El mestre Lluís Millet, un dels creadors de l'Orfeó Català, fou director del Cor La Lira durant 1883 i 1884. Era molt jove, al voltant dels 16 o 17 anys, i fou la primera batuta que va agafar per dirigir un cor. El mestre que hi havia a La Lira, l'Artur Barata, volia deixar el cor perquè les seves aspiracions eren de més volada que dirigir un cor d'un poble, i ell mateix es cuidà de trobar un nou mestre. Tenia un condeixeble que aprenia lliçons del mestre Rodoreda a Barcelona; no obstant això, aquest company, en Lluís Millet, era molt jove, li va proposar la feina i ell, molt il·lusionat, la va acceptar.

### Segle XX: de ciutat d'estiueig a dormitori

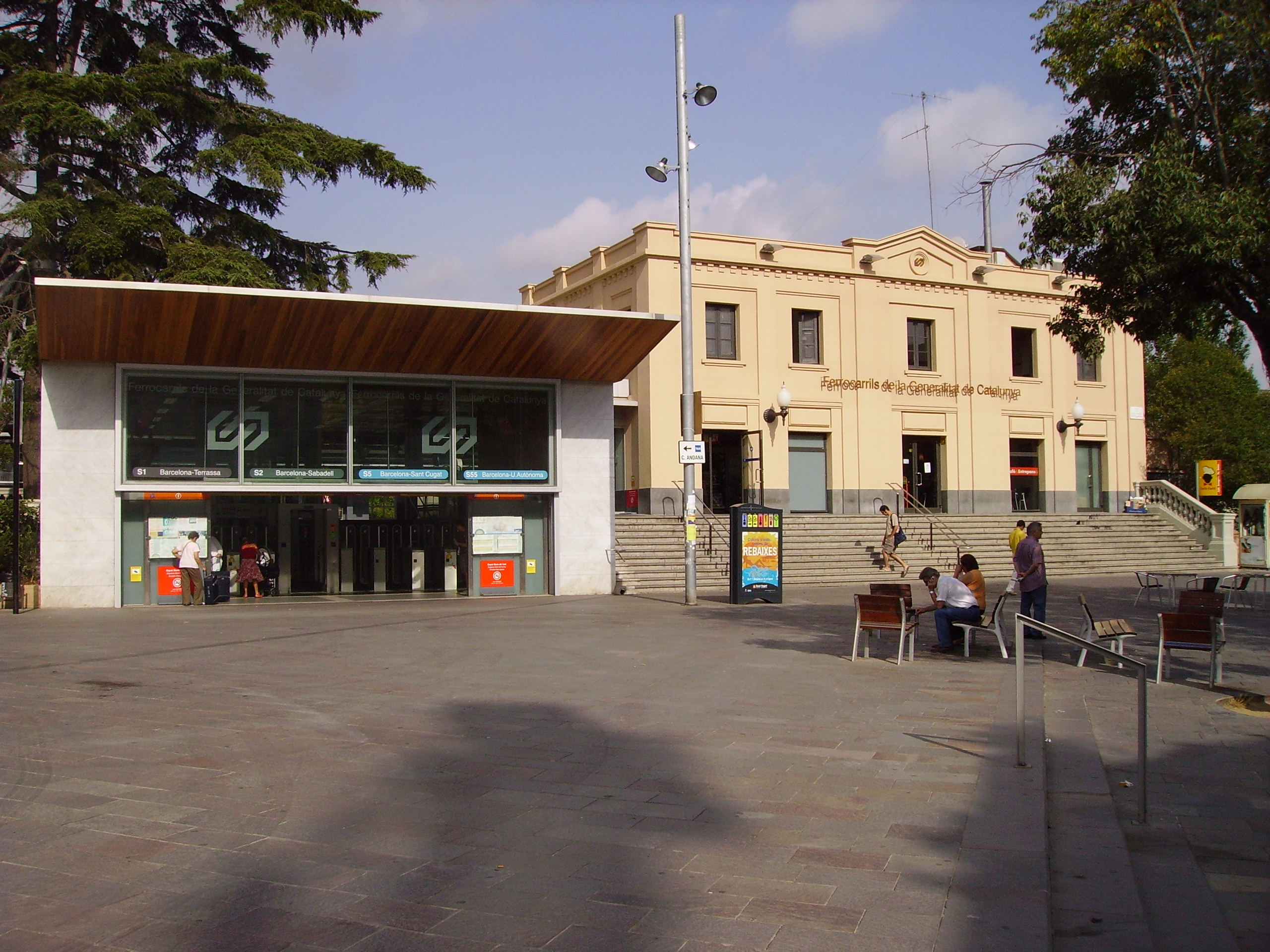
L'estació de Sant Cugat Centre dels FGC

Amb la construcció de la carretera de Gràcia a Manresa, l'any 1877, es va iniciar el gran canvi del municipi. El tram entre Barcelona i Sant Cugat va rebre el nom de l'Arrabassada. La carretera donà molts beneficis pels santcugatencs en permetre transportar els seus productes (vi i llenya principalment) a la Plaça de Barcelona. La carretera també va significar un apropament i interès creixent dels barcelonins per Sant Cugat com a lloc de passeig i estiueig. Es van establir en aquesta època les primeres colònies d'estiuejants, com ho demostren les magnífiques torres modernistes a la banda sud, a banda i banda de la carretera. L'any 1917 arriba a Sant Cugat la línia dels Ferrocarrils de Catalunya S.A. (actualment Ferrocarrils de la Generalitat de Catalunya). El fet, qualificat d'històric en la seva època, va comportar l'arrencada econòmica definitiva del municipi i el començament del paper receptor de població urbana. Amb el tren arribarien les urbanitzacions per a estiuejants, seguint la línia del ferrocarril: les Planes, la Floresta, Valldoreix i Mira-sol. Els promotors de la línia ferroviària, d'origen anglosaxó, van construir una estació a Sant Cugat i el primer camp de golf de Catalunya, inaugurat l'any 1917. Les primeres indústries que s'instal·laren a la població foren les bòbiles, que ho feren a la darreria del segle xix. Seguint el model de cooperativisme que va arrelar a tot el país, els pagesos de Sant Cugat es reorganitzen creant la Cooperativa Vinícola, l'any 1921, la seu de la qual va ser dissenyada per l'arquitecte Cèsar Martinell (la sala amb arcs parabòlics, d'influència modernista, ha quedat com a testimoni d'aquesta època).
A Sant Cugat, com la resta de poblacions, durant els anys de la República hi va haver una intensa vida associativa i gran activitat política, caracteritzada per un pluripartidisme ric, amb hegemonia política del Centre Republicà Federal, adherit a Esquerra Republicana de Catalunya el desembre de 1932, un potent moviment rabassaire i forta presència del Bloc Obrer i Camperol entre els treballadors. Una mostra d'aquesta efervescència es va donar l'any 1932 quan el president Macià va inaugurar les Escoles Noves (actual Joan Maragall) i es va obrir la primera biblioteca pública.
Els primers moments de la guerra civil a Sant Cugat van portar detencions i alguns assassinats. L'octubre de 1936 va ser escollit alcalde Magí Bartralot Auladell. La ciutat no va ser mai bombardejada, tot i que el govern republicà havia instal·lat el primer campament d'instrucció pre-militar a Catalunya ocupant les instal·lacions del New Barcelona Golf Club. També se situaria al poble l'Escola de Comissaris de Guerra. Es van a col·lectivitzar les terres i molts oficis com els fusters, paletes o barbers. Durant aquest període bèl·lic, la vila va acollir nombrosos refugiats barcelonins, que s'instal·laren en masies del terme i que fugien dels bombardejos i de les detencions. L'octubre del 1938, Juan Negrín va celebrar al monestir les últimes Corts del govern republicà, abans que molts diputats fugissin cap a França. El 26 de gener de 1939 l'exèrcit franquista va entrar a Sant Cugat, camí de Barcelona.
Sant Cugat, com molts pobles, va canviar de nom. El nom oficial de la població va ser Pins del Vallès. El canvi oficial es produeix el dia 19 d'octubre en què el nou ajuntament “tenint en compte el sentiment general de la població, els moments de transformació que estem vivint, les noves tendències del país i el sentiment popular allunyat de tot signe d'insinuació religiosa” decideix canviar el nom de Sant Cugat del Vallès per Els Pins del Vallès, per ser els pins “una de les característiques més remarcables tant pels veïns com pels forasters” de la població.
Els anys de la postguerra van ser temps de penúria i repressió. A Sant Cugat poc després de la presa de la ciutat va començar una etapa de control administratiu, de persecució política i de castellanització sistemàtica de la vida municipal. La política dictatorial del règim va afavorir la corrupció i l'enriquiment d'un petit sector de la població gràcies a l'estraperlo. L'any 1958 es va fer una nova ordenació administrativa de Sant Cugat: la ciutat es va dividir en quatre districtes, dues al nucli urbà, Mira-sol i les Planes de la Floresta. Valldoreix va esdevenir entitat local menor.
A partir dels anys seixanta l'agricultura va retrocedir a favor de la indústria i la construcció. La fesomia de la vila va començar a canviar de forma ràpida; s'hi instal·laren noves fàbriques, indústries i empreses de serveis, fet que va propiciar l'arribada de molts immigrants i l'ampliació del nucli urbà per les zones de Sant Francesc, avinguda de Cerdanyola, Mira-sol, etc. Les noves indústries eren principalment tèxtils i metal·lúrgiques: Otexa, Fundiciones, Nolla i Condiesel, la més important. La inauguració de l'A-7 va afavorir la implantació d'empreses d'abast metropolità, tot i que la ciutat no va assolir la importància industrial d'altres ciutats veïnes.
L'ús generalitzat de l'automòbil a la segona meitat del segle vint va provocar en primer lloc que la ciutat deixés de ser centre d'estiueig a favor dels nous pobles de la costa i el Pirineu, i posteriorment, a la fi del segle, l'han convertit en una ciutat dormitori per a la classe mitjana i alta de l'àrea metropolitana de Barcelona.
A Sant Cugat les primeres lluites sindicals van esclatar amb els acomiadaments a la fàbrica Condiesel, i les primeres lluites polítiques van arribar l'any 1973 amb la reunió a la ciutat, el dia 1 de maig, de 10.000 persones convocades per l'Assemblea de Catalunya. Després de la mort de Franco començava l'etapa de transició cap a la democràcia. Josep Barnils va renunciar al càrrec l'alcalde i el governador civil va nomenar Francesc Llatjós com a màxima autoritat municipal.
L'any 1977, atès l'augment de població sofert, Sant Cugat va assolir el títol de ciutat. L'any 1979 els santcugatencs van triar el seu primer alcalde democràtic des de la segona República, el socialista Àngel Casas. Comença la democratització del govern municipal de Sant Cugat, una ciutat bastant desindustrializada i amb una significativa taxa d'atur a causa de la crisi econòmica. A partir d'aquest moment, es van instal·lar a Sant Cugat empreses com la Sharp i els estudis de TVE, anys abans ho havia fet l'empresa Catalana Occident.

### Segle XXI: modernitat
La situació geogràfica (propera a la capital però envoltada pels turons de la serra de Collserola i la serra de Galliners) i la bona xarxa viària que comunica la ciutat amb Barcelona i el Vallès, n'han impulsat el desenvolupament.
Després de vuit anys amb un alcalde socialista, l'any 1987 el partit més votat a les eleccions municipals va ser CiU, i Joan Aymerich va ser elegit l'alcalde d'una ciutat en ple auge demogràfic. En els darrers anys s'ha programat un gran creixement urbanístic, amb la urbanització de nous sectors (Coll Favà, Sant Domènec-el Colomer, Can Magí-Roquetes, Torre Blanca, Parc Central, Can Mates i Can Volpelleres) i la creació de nous parcs i zones verdes (Parc Central, el Parc de la Pollancreda, Coll Favà, etc.). S'han millorat les comunicacions a partir del nou eix viari dels Túnels de Vallvidrera, obra bàsica i motor de l'activitat urbanística i de negocis. Al voltant de la ciutat s'han establert diferents parcs d'activitats econòmiques, com Can Sant Joan (on també està ubicat el primer camp de golf públic de Catalunya), Can Marcet i l'Augusta Business Park, i s'han dut a terme importants obres per anar dotant a la ciutat de la xarxa viària necessària per mantenir el seu ritme de creixement.

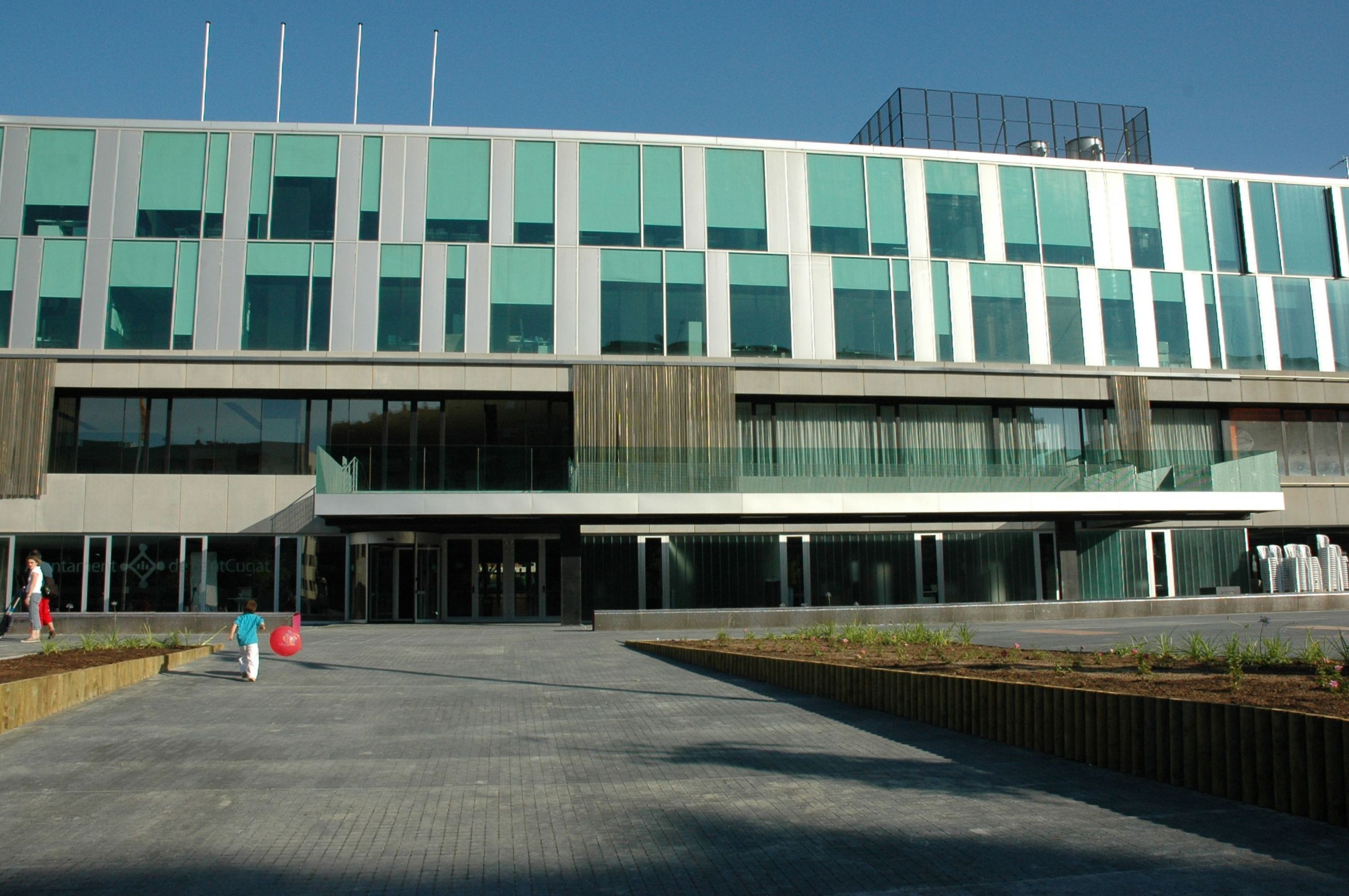
El nou Ajuntament de Sant Cugat inaugurat l'any 2008

Cal destacar, també, la construcció a Sant Cugat d'equipaments culturals i empreses d'àmbit supramunicipal com ara l'Arxiu Nacional de Catalunya, el Centre d'Alt Rendiment Esportiu, el Centre de Restauració de Béns mobles de la Generalitat, la seu corporativa del Deutsche Bank i l'empresa Boehringer Ingelheim, entre d'altres. A més, cada vegada més institucions dedicades a l'ensenyament de tots nivells, escullen Sant Cugat per instal·lar els seus centres: Col·legi Japonès de Barcelona, Escoles universitàries Gimbernat, la Universitat Internacional de Catalunya, ESADE, Escola Tècnica Superior d'Arquitectura del Vallès, etc.

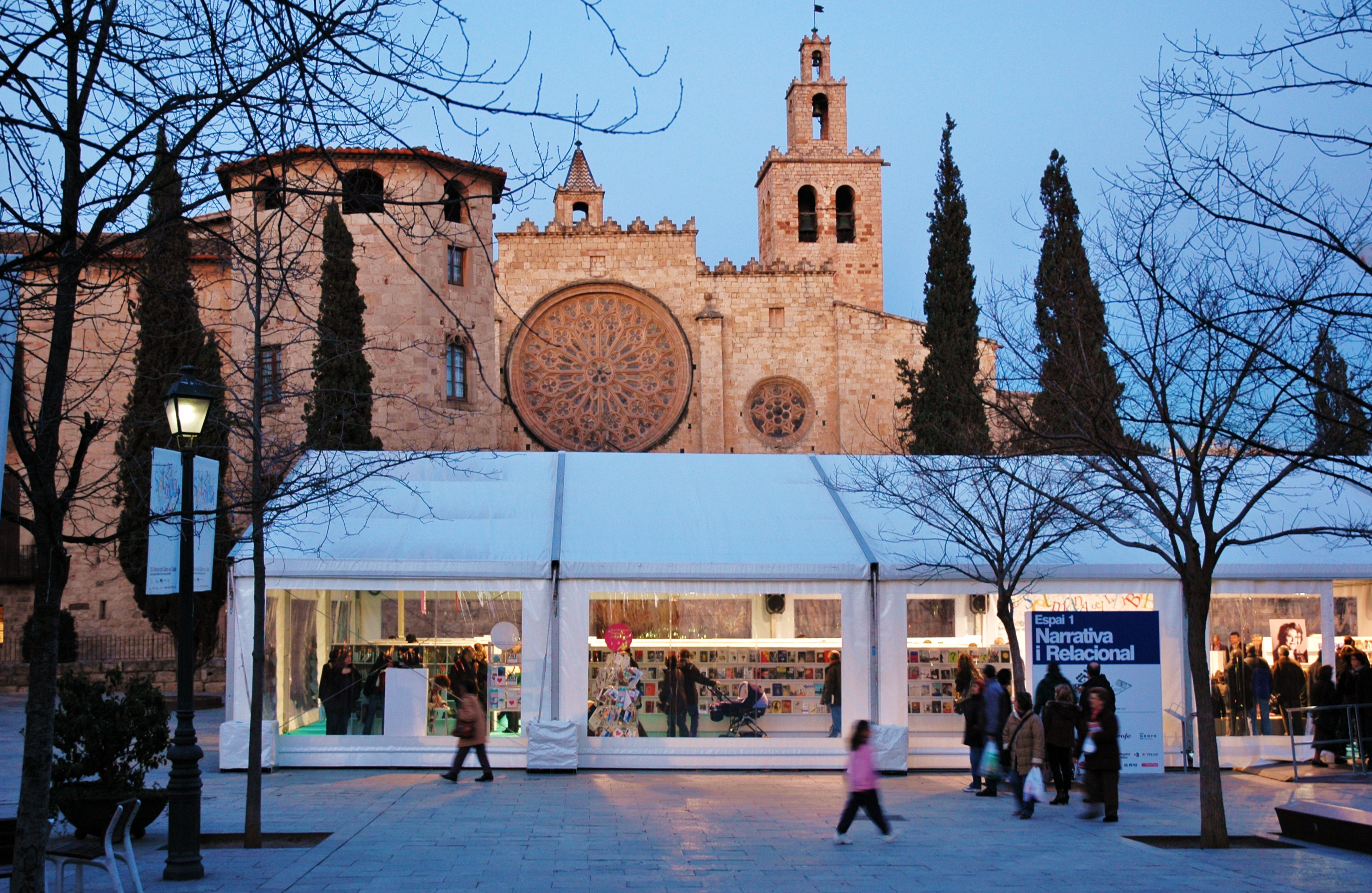
Celebració de la Setmana del llibre en català al voltant del monestir

Des de l'any 1999 fins al 28 de desembre de l'any 2010, l'alcalde de la ciutat va ser Lluís Recoder i Miralles (CiU). A partir d'aquesta data Mercè Conesa i Pagès (CiU) passà a ser l'alcaldessa. Les prioritats del govern municipal van encaminades a millorar la qualitat de vida i aconseguir per a Sant Cugat els equipaments necessaris per afrontar el fet que Sant Cugat és una de les ciutats de Catalunya que més han crescut els darrers anys. A les eleccions municipals del 2007, Lluís Recoder revalida l'alcaldia de Sant Cugat amb una àmplia majoria que el converteix en l'alcalde convergent més rellevant de Catalunya.
El 2009, en no trobar cap lloc prou adequat a Barcelona, es va traslladar la Setmana del Llibre en Català a Sant Cugat del Vallès on, en un entorn idíl·lic, el del monestir de la ciutat i amb el suport de l'Ajuntament de la vila, va gaudir de molt èxit de públic.
El 13 de desembre de 2009, va ser la ciutat amb més habitants que va fer una consulta popular sobre la independència de la nació catalana, amb una participació del 25% i força més del 90% a favor.

## Política i govern

### Composició de la Corporació Municipal
El Ple de l'Ajuntament està format per 25 regidors. En les eleccions municipals de 2019, Junts per Sant Cugat (Junts) obtingué 9 regidors, Esquerra Republicana de Catalunya-Moviment d'Esquerres-Acord Municipal (ERC-MES-AM) n'obtingué 6, el Partit dels Socialistes de Catalunya-Millor per Sant Cugat-Candidatura (PSC-MpSC-CP) n'obtingué 4, Ciutadans - Partit de la Ciutadania (Cs) 3 i la Candidatura d'Unitat Popular-Alternativa Municipalista (CUP-AMUNT) 3.

### Eleccions municipals
Des de les primeres eleccions després del franquisme, l'any 1979, i fins al 1987, l'Ajuntament de Sant Cugat del Vallès va estar dirigit pel Partit dels Socialistes de Catalunya (PSC), amb Àngel Casas i Boladeras i Josep Oriol Nicolau i Compte com alcaldes. Convergència i Unió (CiU) va governar la ciutat entre el 1987 i el 2019, amb els batlles Joan Aymerich i Aroca, Lluís Recoder i Miralles, Mercè Conesa i Pagès i Carmela Fortuny i Camarena. Des del 2019, Esquerra Republicana de Catalunya (ERC) encapçala l'equip de govern, amb Mireia Ingla i Mas com a alcaldessa, després de formar una coalició de govern amb el PSC i la Candidatura d'Unitat Popular (CUP).
| Eleccions municipals de 26 de maig de 2019 - Sant Cugat del Vallès                                                                                               |                                                             |                                     |                                     |         |           |          |
| Candidatura | Candidatura                                                 | Candidatura                         | Cap de llista                       | Vots    | Vots      | Regidors |
| | Junts per Sant Cugat                                        |                                     | Carmela Fortuny i Camarena          | 12 144  | 27,53 %   | 9 (-2)   |
| | Esquerra Republicana de Catalunya - Acord Municipal         |                                     | Mireia Ingla i Mas                  | 8590    | 19,47 %   | 6 (+3)   |
| | Partit dels Socialistes de Catalunya-Candidatura de Progrés |                                     | Pere Soler i Artalejo               | 5360    | 12,15 %   | 4 (+3)   |
| | Ciutadans - Partit de la Ciutadania                         |                                     | Aldo Ciprian Rodríguez              | 5188    | 11,76 %   | 3 ()     |
| | Candidatura d'Unitat Popular-Acord Municipalista            |                                     | Núria Gibert i Dasca                | 4871    | 11,04 %   | 3 (-1)   |
| | Altres candidatures                                         |                                     |                                     | 7670    | 17,39 %   | 0 ( -3)  |
| | Vots en blanc                                               |                                     |                                     | 286     | 0,65 %    |          |
| Total vots vàlids i regidors | Total vots vàlids i regidors                                | Total vots vàlids i regidors        | Total vots vàlids i regidors        | 44 109  | 100 %     | 25       |
| | Vots nuls                                                   | Vots nuls                           | Vots nuls                           | 80      | 0,18 %    |          |
| Participació (vots vàlids més nuls) | Participació (vots vàlids més nuls)                         | Participació (vots vàlids més nuls) | Participació (vots vàlids més nuls) | 44 189  | 70,58 %** |          |
| Abstenció | Abstenció                                                   | Abstenció                           | Abstenció                           | 18 421* | 29,42 %** |          |
| Total cens electoral | Total cens electoral                                        | Total cens electoral                | Total cens electoral                | 62 610* | 100 %**   |          |
| Batllessa: Mireia Ingla i Mas (15/06/2019) Per majoria absoluta dels vots dels regidors (13 vots: 6 d'ERC, 4 de PSC i 3 de CUP)                                  |                                                             |                                     |                                     |         |           |          |
| Fonts: Ministeri de l'Interior. Junta Electoral de la Zona de Terrassa. Periòdic Ara. (* No són vots sinó electors. ** Percentatge respecte del cens electoral.) |                                                             |                                     |                                     |         |           |          |

### Alcaldes i alcaldesses de Sant Cugat del Vallès
| Període         | Alcalde o alcaldessa                                 | Partit polític      | Data de possessió     | Observacions         |
| --------------- | ---------------------------------------------------- | ------------------- | --------------------- | -------------------- |
| 1979–1983       | Àngel Casas i Boladeras                              | Logotip del PSC     | 19/04/1979            | --                   |
| 1983–1987       | Josep Oriol Nicolau i Compte                         | Logotip del PSC     | 28/05/1983            | --                   |
| 1987–1991       | Joan Aymerich i Aroca                                | Logotip de CiU      | 30/06/1987            | --                   |
| 1991–1995       | Joan Aymerich i Aroca                                | Logotip de CiU      | 15/06/1991            | --                   |
| 1995–1999       | Joan Aymerich i Aroca                                | Logotip de CiU      | 17/06/1995            | --                   |
| 1999–2003       | Lluís Miquel Recoder i Miralles                      | Logotip de CiU      | 03/07/1999            | --                   |
| 2003–2007       | Lluís Miquel Recoder i Miralles                      | Logotip de CiU      | 14/06/2003            | --                   |
| 2007–2011       | Lluís Miquel Recoder i Miralles Mercè Conesa i Pagès | Logotip de CiU      | 16/06/2007 28/12/2010 | Dimissió/renúncia -- |
| 2011–2015       | Mercè Conesa i Pagès                                 | Logotip de CiU      | 11/06/2011            | --                   |
| 2015–2019       | Mercè Conesa i Pagès Carmela Fortuny i Camarena      | Logotip de CiU      | 13/06/2015 7/06/2018  | Dimissió/renúncia -- |
| 2019-2023       | Mireia Ingla i Mas                                   | Logotip d'ERC       | 15/06/2019            | --                   |
| Des de 2023     | Josep Maria Vallès                                   | Junts per Catalunya | 17/06/2023            | --                   |
| Fonts: Municat. |                                                      |                     |                       |                      |

## Cultura
L'Entitat Sardanista de Sant Cugat s'encarrega de les ballades de sardanes a Sant Cugat, i organitza anualment l'Aplec de Sant Cugat.
Els Castellers de Sant Cugat, també anomenats Gausacs, són una altra entitat present dins la cultura santcugatenca, des del 1996.
Els Bastoners de Sant Cugat, També participen a la cultura de Sant Cugat des del 1920
El 2019 va obrir les portes el Museu del còmic i la il·lustració, ubicat en un edifici de mitjans s.XIX de la plaça de Pep Ventura.

## Esports
La Unió Esportiva Sant Cugat (UESC) és un club de bàsquet i tennis taula de Sant Cugat del Vallès fundat l'any 1987. Al 2017 celebrà el seu 30è aniversari. El primer equip masculí disputà la competició de Copa Catalunya i el primer equip femení es trobava competint a Primera Catalana. La presidenta actual de la UESC és Mònica Mateu Adzerias.

## Demografia
| Entitat de població   | Habitants (2024) |
| Sant Cugat del Vallès | 65.498           |
| Mira-sol              | 17.767           |
| Valldoreix            | 8.925            |
| la Floresta           | 5.005            |
| les Planes            | 1.454            |
| Font: Idescat         |                  |

| 1497 f | 1515 f | 1553 f | 1717 | 1787  | 1857  | 1877  | 1887  | 1900  | 1910  |
| ------ | ------ | ------ | ---- | ----- | ----- | ----- | ----- | ----- | ----- |
| 100    | 119    | 126    | 534  | 1.010 | 2.483 | 2.548 | 2.523 | 2.120 | 2.368 |

| 1920  | 1930  | 1940  | 1950  | 1960   | 1970   | 1981   | 1990   | 1992   | 1994   |
| ----- | ----- | ----- | ----- | ------ | ------ | ------ | ------ | ------ | ------ |
| 2.874 | 5.190 | 5.904 | 6.992 | 11.884 | 20.669 | 31.184 | 39.316 | 40.110 | 40.110 |

| 1996   | 1998   | 2000   | 2002   | 2004   | 2006   | 2008   | 2010   | 2012   | 2014   |
| ------ | ------ | ------ | ------ | ------ | ------ | ------ | ------ | ------ | ------ |
| 47.210 | 50.529 | 52.654 | 59.837 | 65.061 | 73.774 | 76.274 | 81.745 | 84.946 | 87.118 |

| 2016   | 2018   | 2020   | 2022   | 2024   | 2026 | 2028 | 2030 | 2032 | 2034 |
| ------ | ------ | ------ | ------ | ------ | ---- | ---- | ---- | ---- | ---- |
| 88.921 | 90.664 | 92.977 | 95.725 | 98.621 | -    | -    | -    | -    | -    |

## Llocs d'interès
- Alzina de Sant Medir.
- Plaça Octavià.
- Arxiu Nacional de Catalunya.

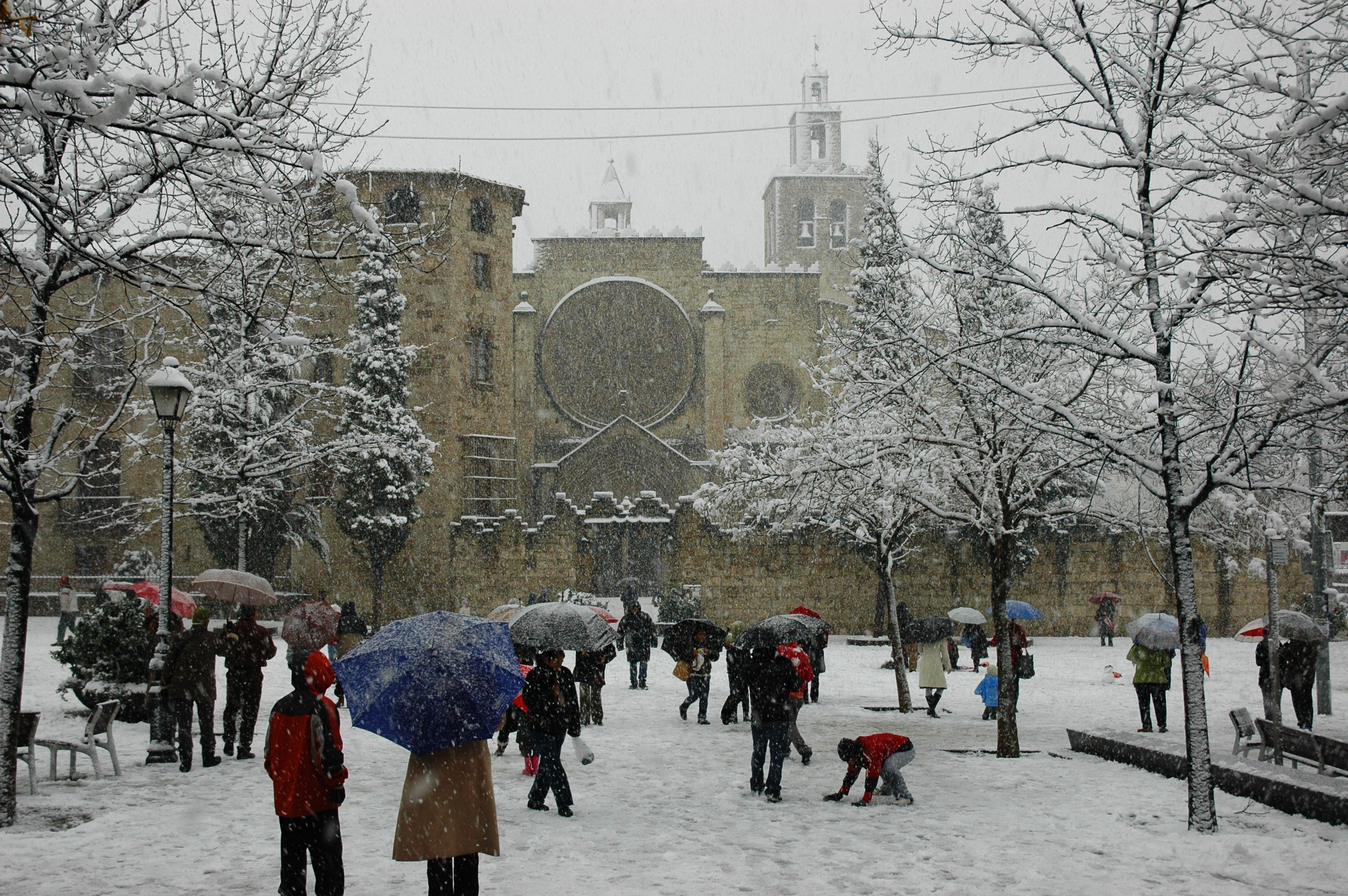
La plaça Octavià, al costat del monestir, a la nevada del 2010.

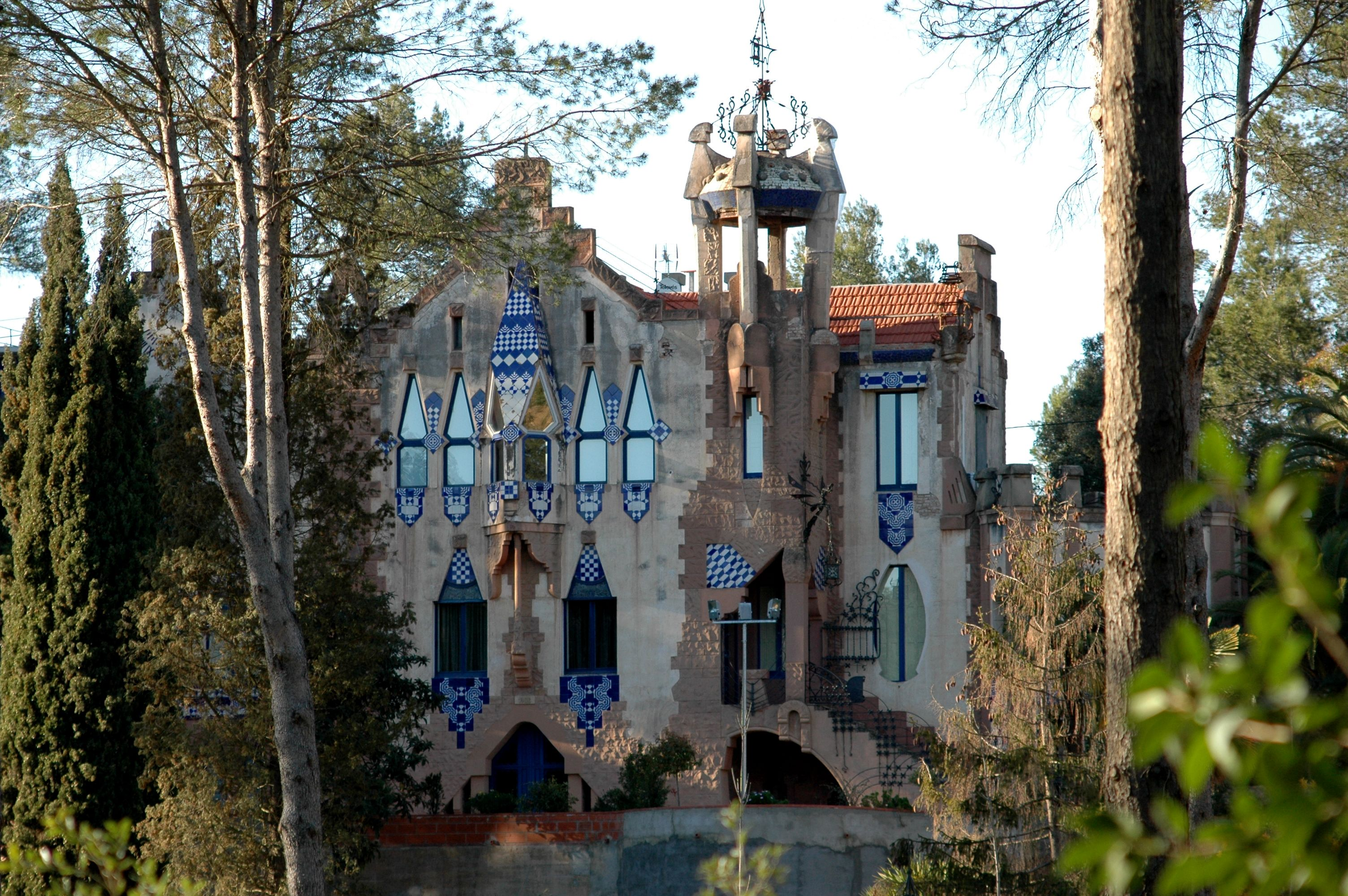
La Casa Lluch.

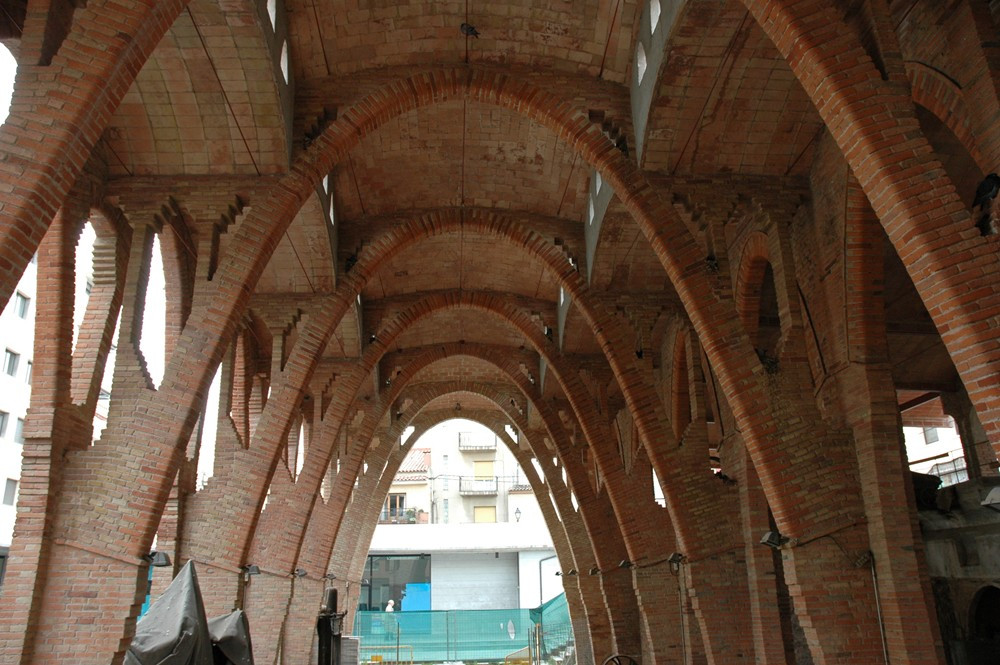
El Celler Cooperatiu.

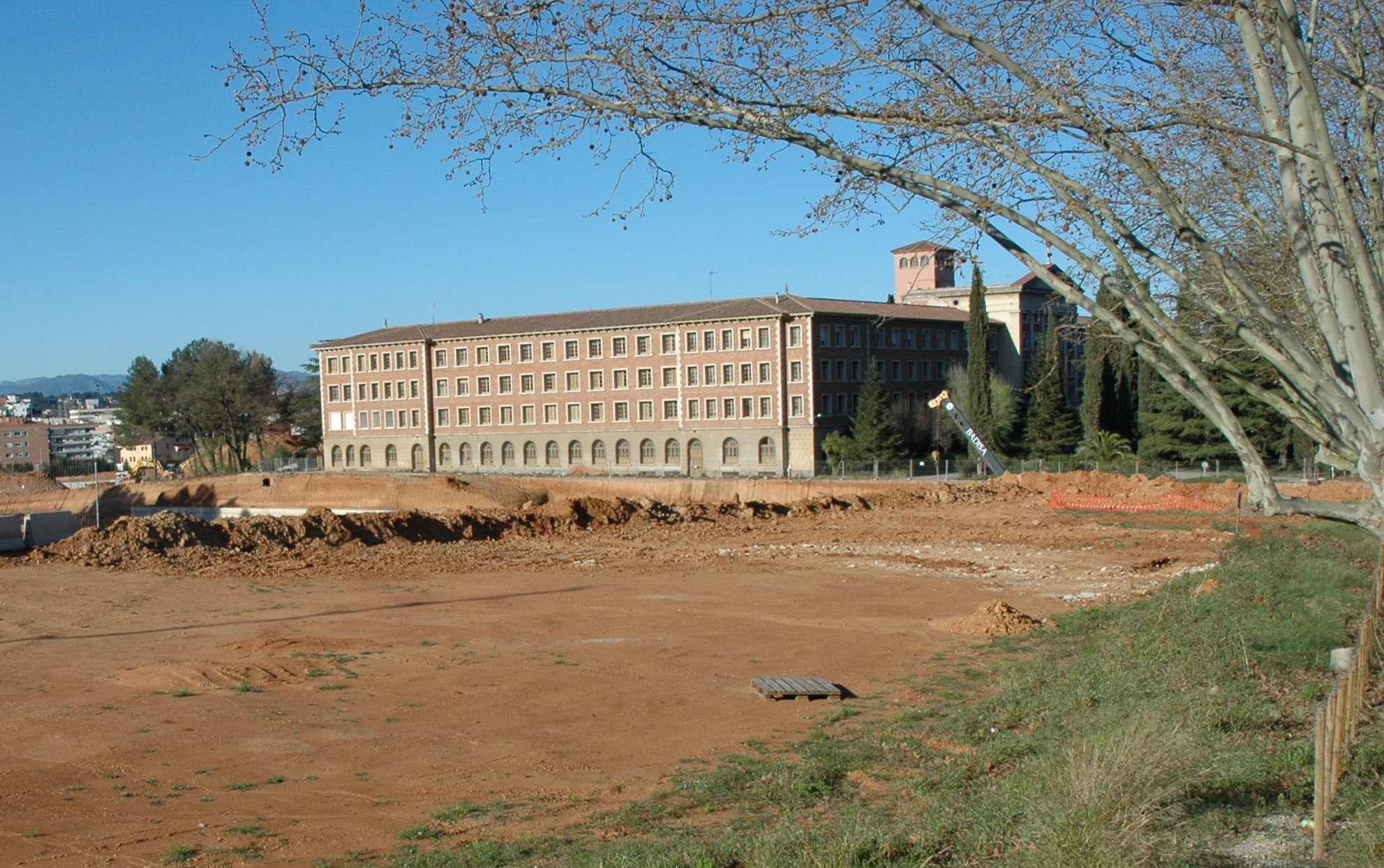
El Centre Borja, abans de la construcció de l'edifici d'ESADE.

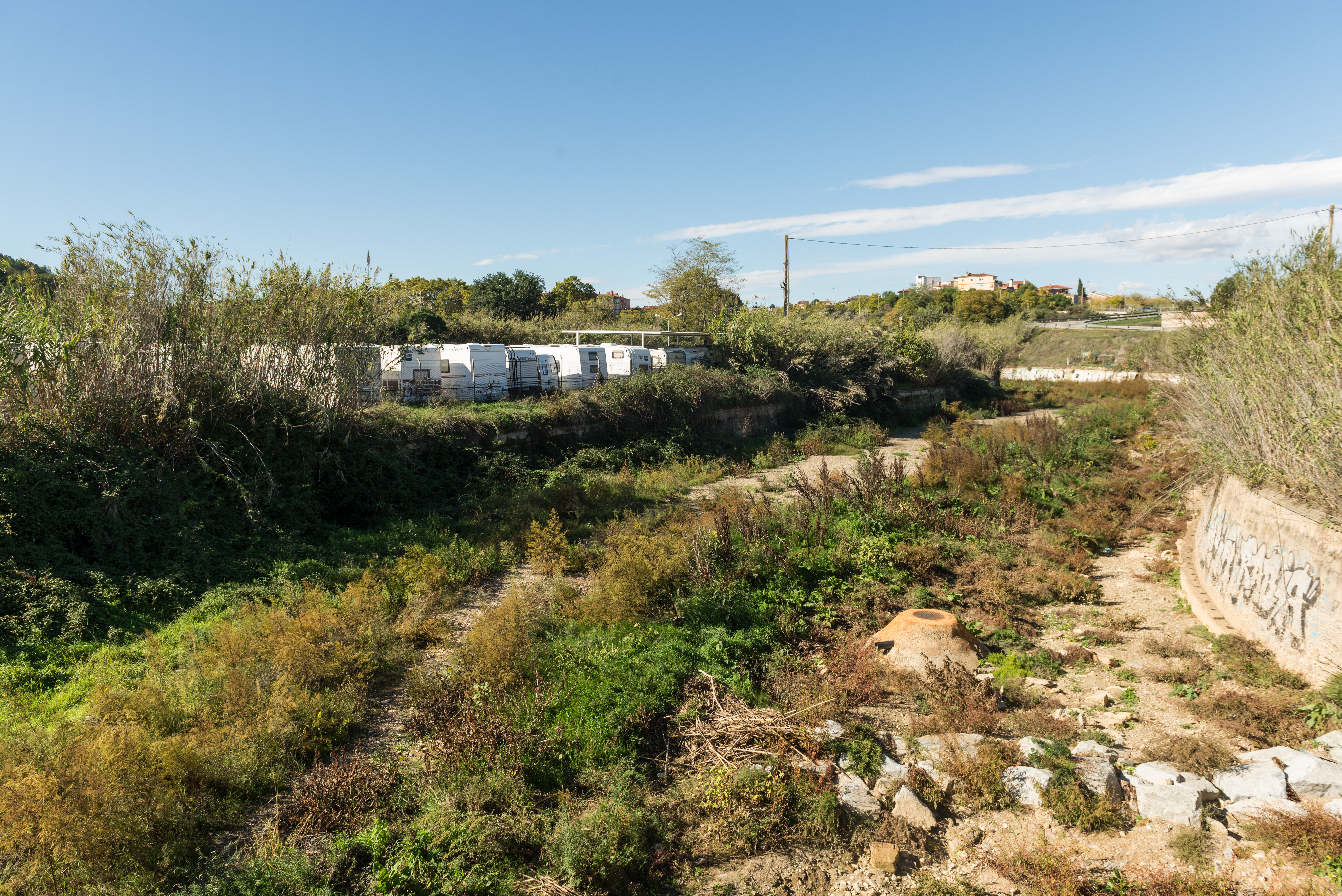
Riera de Sant Cugat.

- Casa Armet – Torre modernista construïda l'any 1899.
- Casa Lluch – Torre modernista construïda l'any 1906.
- Casa Generalife – Torre modernista construïda l'any 1919.
- Celler Cooperatiu de Sant Cugat – Edifici modernista construït l'any 1921.
- Centre Borja i Biblioteca Borja.
- Centre d'Alt Rendiment Esportiu – Centre d'entrenament d'atletes d'elit.
- Ermita de Sant Medir – Ermita a la vall de Gausac documentada des del segle x.
- Ermita de Sant Adjutori – Ermita a la vall de Gausac documentada des del segle x.
- Escola Tècnica Superior d'Arquitectura del Vallès (UPC).
- Hospital General de Catalunya.
- Mercat de Pere Sant – Mercat municipal projectat per Ferran Cels.
- Monestir de Sant Cugat.
- Museu del còmic i la il·lustració.
- Pi d'en Xandri – Pi pinyoner monumental amb més de 230 anys.
- Pont de Can Vernet – Aqüeducte gòtic construït en el segle xiv.
- Televisió Espanyola a Catalunya – Estudis de TVE a Catalunya.
- Torre Negra – Masia fortificada del segle xii.

## Educació

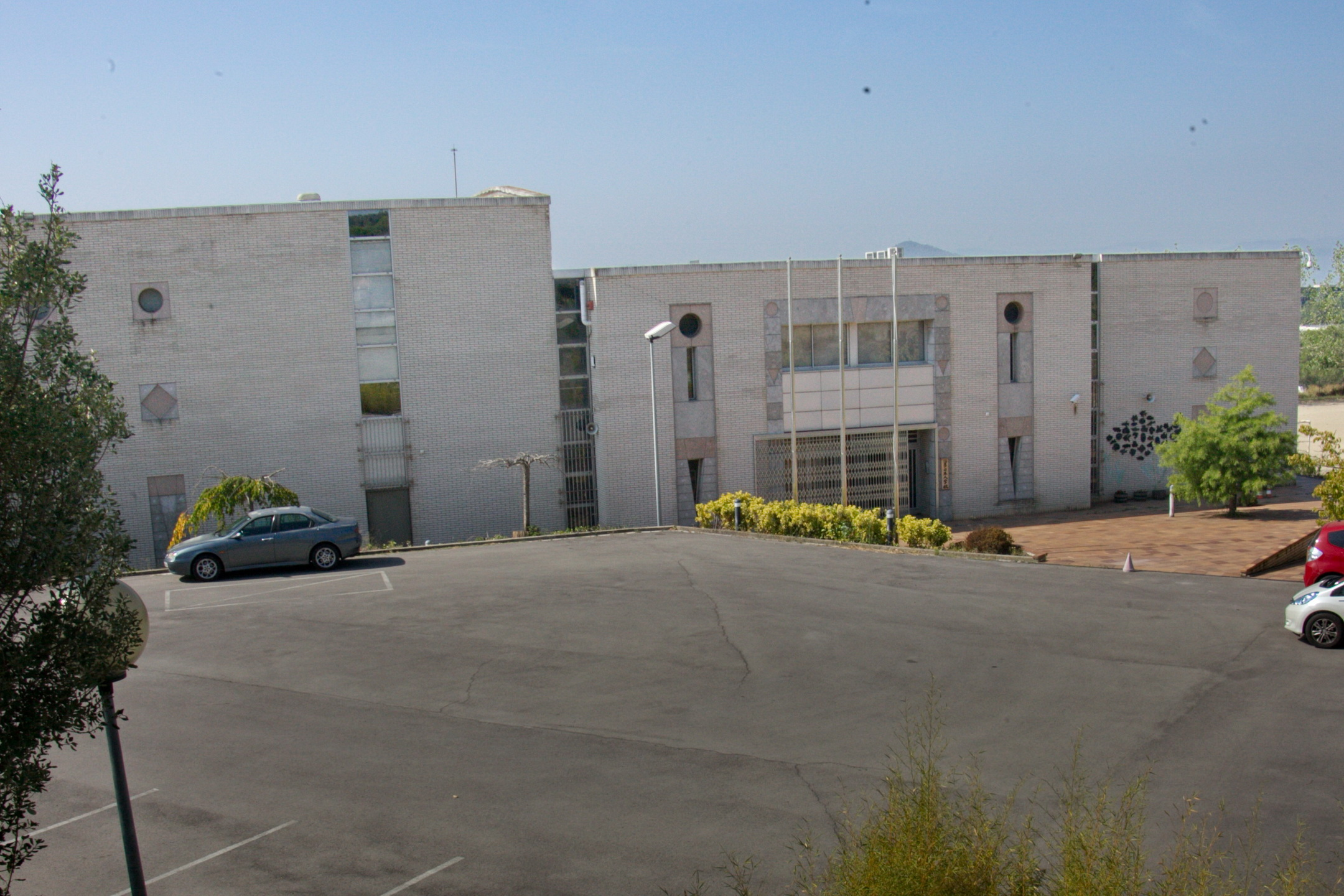
Col·legi Japonès de Barcelona

### Escoles públiques
- CEIP Pi d'en Xandri
- CEIP Joan Maragall
- CEIP Collserola
- CEIP Pins del Vallès
- CEIP Catalunya
- CEIP Ferran i Clua
- CEIP Turó de Can Mates
- CEIP La Floresta
- CEIP L'Olivera
- CEIP Gerbert d'Orlhac
- CEIP Ciutat d'Alba
- CEIP La Mirada (en construcció)

### Instituts
- CAR
- IES Angeleta Ferrer i Sensat
- IES Arnau Cadell
- IES Joaquima Pla i Farreras
- IES Leonardo da Vinci

### Escoles concertades
- Avenç
- La Farga
- Pinar de Nuestra Señora
- Pureza de María
- Thau
- Santa Isabel
- Viaró

### Escoles privades
- Àgora Sant Cugat International School
- Col·legi Creanova Creativitat i Innovació
- Europa International School
- Col·legi Japonès de Barcelona

### Escoles d'idiomes
- Escola Oficial d'Idiomes

### Universitats
- ESADE Business School
- Escoles Universitàries Gimbernat i Tomàs Cerdà
- ETSAV
- Universitat Internacional de Catalunya

## Santcugatencs i santcugatenques destacats
- Llista d'abats del monestir de Sant Cugat
- Ferran Cels (?-1925), arquitecte
- Josep Murillo i Mombrú (1881-1953), polític i farmacèutic
- Ramon Mas i Colomer (1903-1995), polític i líder rabassaire
- Tomàs Fàbregas Valls (1904-1969), polític i membre del Comitè Central de Milícies Antifeixistes
- Magí Bartralot Auladell (1892-1980), rabassaire, polític i alcalde
- Francesc Cabanas i Alibau (1909-1985), pintor i dramaturg
- Josep Puigvert i Arnaus (1911), periodista
- Josefina Mascareñas i Portusach (1915-1978), pianista i pedagoga.
- Miquel Cabanas i Alibau (1916-1995), pintor, dibuixant i dramaturg
- Pastora Martos (Pilar Llorens i Souto), ballarina i traductora (1929-1999)[28]
- Josep Grau-Garriga (1929-2011), artista que ha conreat diverses tècniques: la pintura, el dibuix, el gravat, la pintura mural, l'escultura i sobretot el tapís
- Sergi Beser i Ortí (1934-2006), catedràtic i crític literari
- Marta Pessarrodona (1941), escriptora
- Josep Maria Berenguer (1944-2012), editor
- Víctor Alexandre (1950), escriptor
- Sam Abrams (1952), poeta, traductor i crític literari
- Emma Vilarasau (1959), actriu de teatre, cinema i televisió
- Guille Milkyway (1974), cantant, compositor, DJ i productor musical
- Rubén Xaus (1978), pilot de motociclisme
- Marta Palau Barquero (1988), esquiadora
- Lluís Calvo Guardiola (1963), escriptor

### Fills i filles predilectes de Sant Cugat del Vallès
- 2006 - Joan Llamas, a títol pòstum.[29]
- 2006 - Joan Fàbregas Fabri.[29]
- 2011 - Pep Blanes.[29]
- 2012 - Pilar Gefaell, a títol pòstum.[29][30]
- 2014 - La Penya Regalèssia:[31]
  - A títol pòstum, a un total de 30 persones: Joan Badia Puig, Josep Barberà Suqué, Antonio Bautista Lara, Josep Benet Badia, Pascual Bibián Clavero, Andreu Boldú Cebrián, Joan Buscallà Grau, Ignasi Buscallà Grau, Jaume Buscallà Grau, Baldiri Camps Pla, Joaquim Casas Balada, Josep Cortijos Miñarro, Gabriel Farrés Alsamora, Francesc Figarola Cañameras, Gabriel Foix Cuscó, Àngel Garrell Grau, Josep Garrigós Ayllón, Roc Gómez Marco, Evarist Jané Feliu, Joan Mercader Oliveras, Joan Moncau Feliu, Pere Paradell Santamaria, Joan Peña Pagès, Josep Pros Carreras, Manel Pujol Sagalés, Felip Pujol Sagalés, Joaquim Sobregrau Canals, Ramon Torné Tomàs, Francesc Tortosa Solà i Vicente Troyano Sánchez.
  - Als actuals 17 components: Jaume Ambrós Martín, Joan Baila Curto, Miquel Garrell Grau, Jaume Grau Feliu, Tomàs Grau Garriga, Manuel Helices Puerto, Joan Manich Andrés, Joan Manuel Moncau Pujol, Gabriel Moreras Solanes, Alfred Navarro Mata, Lluís P. Berenguer, Jaume Pahissa Villadelprat, Victorià Ranera Cahís, Pere Sans Llorens, Miquel Soler Martinez, Joaquim Soto Muñoz i Ramon Tàrrega Chavarria.
- 2016 - Mossèn Pere Grau Andreu, a títol pòstum.[32]
- 2017 - Joan Tortosa Saperas.[33]
- 2018 - Rudolf Häsler, a títol pòstum.[34]
- 2018 - Gabriel Ferrater i Soler, a títol pòstum.[34]
- 2019 - Carme Rojo Almanza.[30]
- 2019 - Montserrat Obiols Codina.[30]